# جون كاري (سياسي أمريكي، مواليد 1792)
جون كاري (بالإنجليزية: John Carey)‏ هو قاضي وسياسي أمريكي، ولد في 5 أبريل 1792 في مقاطعة مونونغاليا في الولايات المتحدة، وتوفي في 17 مارس 1875 في كيري في الولايات المتحدة. نشط حزبياً في الحزب الجمهوري. وقد انتخب عضو مجلس نواب أوهايو وانتخب عضو مجلس النواب الأمريكي.